# Prémio Satellite de Melhor série de drama
O Prémio Satellite de Melhor série de drama é entregue anualmente desde 1997, a partir dos votos da International Press Academy.

## Vencedoras e Indicadas

### 1990s
| Ano  | Vencedoras e Indicadas       | Canal |
| ---- | ---------------------------- | ----- |
| 1996 | The X-Files                  | Fox   |
| 1996 | Chicago Hope                 | CBS   |
| 1996 | ER                           | NBC   |
| 1996 | Homicide: Life on the Street | NBC   |
| 1996 | NYPD Blue                    | ABC   |
| 1997 | NYPD Blue                    | ABC   |
| 1997 | Homicide: Life on the Street | NBC   |
| 1997 | Law & Order                  | NBC   |
| 1997 | The Pretender                | NBC   |
| 1997 | The X-Files                  | Fox   |
| 1998 | Oz                           | HBO   |
| 1998 | ER                           | NBC   |
| 1998 | NYPD Blue                    | ABC   |
| 1998 | The Pretender                | NBC   |
| 1998 | The X-Files                  | Fox   |
| 1999 | The West Wing                | NBC   |
| 1999 | Law & Order                  | NBC   |
| 1999 | Oz                           | HBO   |
| 1999 | The Practice                 | ABC   |
| 1999 | The Sopranos                 | HBO   |

### 2000s
| Year | Winners and nominees              | Network  |
| ---- | --------------------------------- | -------- |
| 2000 | The West Wing                     | NBC      |
| 2000 | The Fugitive                      | CBS      |
| 2000 | Once and Again                    | ABC      |
| 2000 | The Practice                      | ABC      |
| 2000 | The Sopranos                      | HBO      |
| 2001 | 24                                | Fox      |
| 2001 | The District                      | CBS      |
| 2001 | Six Feet Under                    | HBO      |
| 2001 | The Sopranos                      | HBO      |
| 2001 | The West Wing                     | NBC      |
| 2002 | CSI: Crime Scene Investigation    | CBS      |
| 2002 | 24                                | Fox      |
| 2002 | Alias                             | ABC      |
| 2002 | Buffy the Vampire Slayer          | UPN      |
| 2002 | Without a Trace                   | CBS      |
| 2003 | The Shield                        | FX       |
| 2003 | Boomtown                          | NBC      |
| 2003 | Carnivàle                         | HBO      |
| 2003 | Law & Order: Special Victims Unit | NBC      |
| 2003 | Nip/Tuck                          | FX       |
| 2003 | Six Feet Under                    | HBO      |
| 2004 | Nip/Tuck                          | FX       |
| 2004 | Boston Legal                      | ABC      |
| 2004 | The L Word                        | Showtime |
| 2004 | Lost                              | ABC      |
| 2004 | The Shield                        | FX       |
| 2005 | House                             | Fox      |
| 2005 | Grey's Anatomy                    | ABC      |
| 2005 | Lost                              | ABC      |
| 2005 | Nip/Tuck                          | FX       |
| 2005 | Rescue Me                         | FX       |
| 2005 | Rome                              | HBO      |
| 2006 | House                             | Fox      |
| 2006 | 24                                | Fox      |
| 2006 | Dexter                            | Showtime |
| 2006 | Heroes                            | NBC      |
| 2006 | Rescue Me                         | FX       |
| 2006 | The Wire                          | HBO      |
| 2007 | Dexter                            | Showtime |
| 2007 | Brothers & Sisters                | ABC      |
| 2007 | Friday Night Lights               | NBC      |
| 2007 | Grey's Anatomy                    | ABC      |
| 2007 | Mad Men                           | AMC      |
| 2007 | The Riches                        | FX       |
| 2008 | Dexter                            | Showtime |
| 2008 | Brotherhood                       | Showtime |
| 2008 | In Treatment                      | HBO      |
| 2008 | Life on Mars                      | ABC      |
| 2008 | Mad Men                           | AMC      |
| 2008 | Primeval                          | ITV      |
| 2009 | Breaking Bad                      | AMC      |
| 2009 | Big Love                          | HBO      |
| 2009 | Damages                           | FX       |
| 2009 | The Good Wife                     | CBS      |
| 2009 | In Treatment                      | HBO      |
| 2009 | Mad Men                           | AMC      |

### Anos 2010
| Ano  | Vencedores e nomeados | Estação televisiva |
| ---- | --------------------- | ------------------ |
| 2010 | Breaking Bad          | AMC                |
| 2010 | Boardwalk Empire      | HBO                |
| 2010 | Dexter                | Showtime           |
| 2010 | Friday Night Lights   | NBC/DirecTV        |
| 2010 | The Good Wife         | CBS                |
| 2010 | Mad Men               | AMC                |
| 2010 | The Tudors            | Showtime           |
| 2011 | Justified             | FX                 |
| 2011 | Boardwalk Empire      | HBO                |
| 2011 | Breaking Bad          | AMC                |
| 2011 | Friday Night Lights   | NBC                |
| 2011 | Sons of Anarchy       | FX                 |
| 2011 | Treme                 | HBO                |
| 2012 | Homeland              | Showtime           |
| 2012 | Breaking Bad          | AMC                |
| 2012 | Downton Abbey         | PBS                |
| 2012 | Game of Thrones       | HBO                |
| 2012 | The Good Wife         | CBS                |
| 2012 | Justified             | FX                 |
| 2012 | The Newsroom          | HBO                |
| 2012 | Nashville             | ABC                |
| 2013 | Breaking Bad          | AMC                |
| 2013 | The Americans         | FX                 |
| 2013 | Downton Abbey         | PBS                |
| 2013 | The Good Wife         | CBS                |
| 2013 | Homeland              | Showtime           |
| 2013 | House of Cards        | Netflix            |
| 2013 | Last Tango in Halifax | BBC One, PBS       |
| 2013 | Mad Men               | AMC                |
| 2013 | Masters of Sex        | Showtime           |
| 2013 | Rectify               | SundanceTV         |
| 2014 | The Knick             | Cinemax            |
| 2014 | The Affair            | Showtime           |
| 2014 | The Fall              | BBC, Netflix       |
| 2014 | Fargo                 | FX                 |
| 2014 | Halt and Catch Fire   | BBC One, AMC       |
| 2014 | Hannibal              | NBC                |
| 2014 | House of Cards        | Netflix            |
| 2014 | True Detective        | HBO                |
| 2015 | Better Call Saul      | AMC                |
| 2015 | American Crime        | ABC                |
| 2015 | Bloodline             | Netflix            |
| 2015 | Deutschland 83        | SundanceTV         |
| 2015 | Fargo                 | FX                 |
| 2015 | Mr. Robot             | USA Network        |
| 2015 | Narcos                | Netflix            |
| 2015 | Ray Donovan           | Showtime           |
| 2016 | The Crown             | Netflix            |
| 2016 | The Affair            | Showtime           |
| 2016 | American Crime        | ABC                |
| 2016 | The Americans         | FX                 |
| 2016 | Better Call Saul      | AMC                |
| 2016 | The Fall              | BBC, Netflix       |
| 2016 | Mr. Robot             | USA Network        |
| 2016 | Poldark               | PBS                |
| 2017 | Vikings               | History            |
| 2017 | 13 Reasons Why        | Netflix            |
| 2017 | The Affair            | Showtime           |
| 2017 | The Handmaid's Tale   | Hulu               |
| 2017 | Mindhunter            | Netflix            |
| 2017 | Taboo                 | FX                 |